# Berlin-Jérusalem
Pour plus de détails, voir Fiche technique et Distribution.
Berlin-Jérusalem (Berlin-Yerushalaim) est un film israélien réalisé par Amos Gitaï, sorti en 1989.

## Synopsis
L'histoire de deux femmes dans les années 1930. La première, Else Lasker-Schüler, une poétesse expressionniste allemande, observe la montée du nazisme à Berlin puis quitte cette ville pour Jérusalem. La seconde, la Russe Mania Shohat, appelée Tania dans le film, s'installe dans une communauté sioniste en Palestine.

## Fiche technique
- Titre : Berlin-Jérusalem
- Titre original : Berlin-Yerushalaim
- Réalisation : Amos Gitaï
- Scénario : Amos Gitaï et Gudie Lawaetz
- Montage Son : Michel Klochendler
- Pays d'origine : Israël
- Format : Couleurs - 35 mm
- Genre : Drame
- Durée : 89 minutes
- Date de sortie : 1989

## Distribution
- Lisa Kreuzer : Else
- Rivka Neuman : Tania
- Markus Stockhausen : Ludwig
- Benjamin Levi : Paul
- Vernon Dobtcheff : éditeur
- Veronica Lazar : secrétaire
- Bernard Eisenschitz : homme au café berlinois
- Raoul Guylad : docteur Weintraub
- Juliano Mer : Menahme
- Yossi Graber : Zins
- Mark Ivanir : Dov Ben Gelman
- Ori Levy : Anton Keller
- Keren Mor : Fania
- Gadi Poor : Nissanov
- Bilha Rosenfeld : Tzipora
- Danny Roth : Yashek
- Ohad Shahar : Nahum
- Christian Van Aken : vendeur de ticket